# Antónia Munkácsi
Antónia Munkácsi (* 26. November 1938 in Belgrad) ist eine ehemalige ungarische Sprinterin.
1959 gewann sie bei den Weltfestspielen der Jugend und Studenten jeweils Bronze über 200 Meter und 400 Meter.
Bei den Olympischen Spielen 1960 in Rom schied sie über 200 Meter und in der 4-mal-100-Meter-Staffel im Vorlauf aus.
1962 erreichte sie bei den Europameisterschaften in Belgrad über 400 Meter das Halbfinale und scheiterte in der 4-mal-100-Meter-Staffel in der Vorrunde.
Bei den Olympischen Spielen 1964 in Tokio wurde sie Vierte über 400 Meter und Siebte in der 4-mal-100-Meter-Staffel.
Über 400 Meter gewann sie bei den Europameisterschaften 1966 in Budapest Silber und schied bei den Olympischen Spielen 1968 in Mexiko-Stadt im Vorlauf aus.
Bei den Europameisterschaften 1969 in Athen wurde sie Siebte in der 4-mal-400-Meter-Staffel.
Viermal wurde sie Ungarische Meisterin über 400 Meter (1959, 1962, 1964, 1967), dreimal über 200 Meter (1957, 1959, 1960) und einmal über 100 Meter (1959).

## Persönliche Bestzeiten
- 100 m: 11,8 s, 1960
- 200 m: 24,1 s, 10. Juli 1960, Budapest
- 400 m: 53,9 s, 31. August 1966, Budapest